# Джиемуратов, Тлеуберген Купбатулла улы
Тлеуберген Купбатулла улы Джумамуратов (каракалпак.Тилеўберген Купбатулла улы Жумамуратов; 15 июня 1915, аул Акдарья, Российская империя (ныне Муйнакский район, Республики Каракалпакстан в составе Республики Узбекистан) — 2 апреля 1990, Нукус) — советский каракалпакский писатель

, поэт, драматург, публицист, переводчик, редактор. Народный поэт Каракалпакской АССР (1957), Народный поэт Узбекской ССР (1969).

## Биография
Из крестьян. Рано осиротел, благодаря усилиям матери, сперва учился в медресе, затем в 1931—1932 годах в учебном заведении в городе Аральске. В 1936—1937 годах обучался на учительских курсах в г. Турткуль.
В 1937—1942 годах учительствовал в сельских школах. Работал редактором Муйнакской районной газеты «Кызыл балыкшы» (1942—1944).
В 1943—1947 годах продолжил учёбу на заочном отделении исторического факультета Среднеазиатского государственного университета.
В 1945—1949 годах — заведующий отделом пропаганды и агитации Муйнакского райкома Компартии.
В 1949—1951 годах — заместитель начальника Каракалпакского Республиканского управления печати.
В 1951—1954 годах — заведующий отделом литературно-художественных передач республиканского радиовещания; в 1957—1961 годах — заведующий отделом художественной литературы газеты «Совет Каракалпакстаны», в 1961—1963 годах работал начальником литературного отдела Каракалпакской государственной типографии. В 1963—1983 годах — старший консультант Союза писателей Каракалпакии.

## Творчество
Стихи писал с раннего возраста. Обладал даром импровизатора. Один из последних поэтов-импровизаторов, сохранивший традиции каракалпакского народного фольклора. Т. Жумамуратову была присуща оригинальная исполнительская манера выразительного чтения, свои, даже крупные произведения он читал наизусть.
Благодаря прекрасной памяти, поэт помог фольклористам восстановить жемчужины народной поэзии.
Автор ряда критических статей о духовном наследии поэтов-классиков, о культуре языка, о музыке и др.
Занимался переводом на каракалпакский язык произведений О. Хайяма, А. Навои, Махтумкули, Т. Сатылганова, М. Джалиля, А. С. Пушкина, М. Ю. Лермонтова, А. Ахматовой, С. Щипачёва, П. Панча, В. Шефнера, С. Олейника и других авторов.
Пьесы Т. Жумамуратова успешно ставились на сцене Каракалпакского государственного театра. Автор «Русско-каракалпакского фразеологического словаря для школьников» (1985).

## Избранные произведения
- Высокий перевал: Стихотворения (1971)
- Стихи (1973)
- Разные перевалы (1983)
- Талисман любви: Стихотворения. Баллады. Легенды (1984)
- Красавица Макарья: Баллады. Миниатюры. Легенды. Роман в стихах (1986)

## Награды
- 1975 — Орден «Знак Почёта» [1]
- 1967 — Народный поэт Каракалпакской АССР
- 1959 — Медаль «За трудовое отличие»[2].
- 1969 — Народный поэт Узбекской ССР
- 1971 — Государственная премия Каракалпакской АССР им. Бердаха
- 1984 — Орден Дружбы Народов
- медали СССР
- Почётные грамоты Узбекской ССР и Каракалпакской АССР
- Почётная грамота Президиума Верховного Совета Башкирской АССР.